# Tyvek

Symbol značky Tyvek

Tyvek® je obchodní značka polyethylenové netkané textilie vyráběné firmou DuPont.

## Z historie tyveku
První laboratorní pokusy s polyethylenovým chmýřím byly zaznamenány v roce 1955, s průmyslovou výrobou netkané textilie (rouna) začala firma DuPont v roce 1967.

## Způsob výroby a vlastnosti tyveku

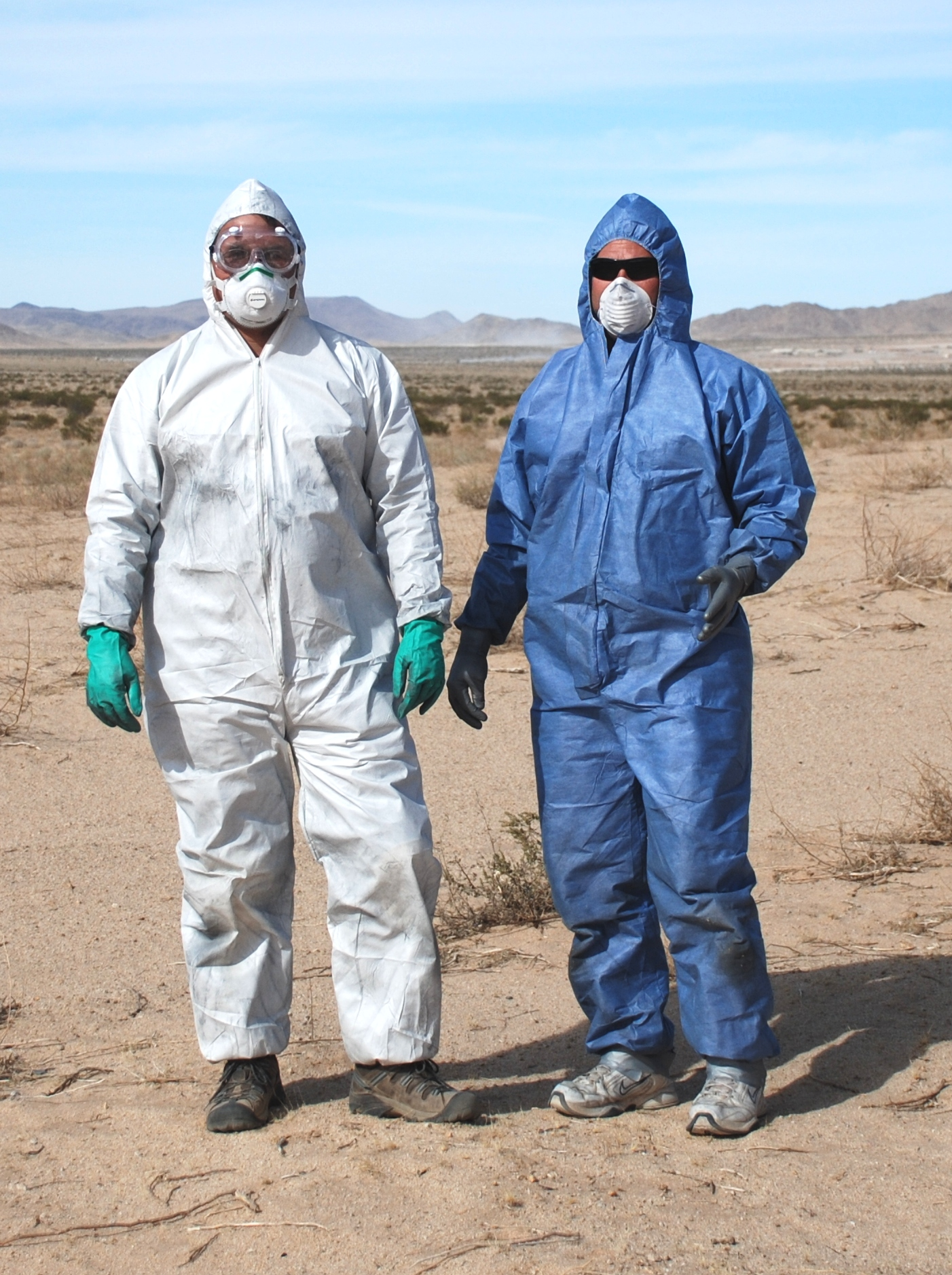
Ochranné oděvy z tyveku

Zvlákňování speciální technologií flash spinning (evaporace) a tvorba plošné textilie se provádí na kontinuálním zařízení:
Polyethylen se zvýšenou hustotou (HDPE) se míchá s rozpouštědlem a zahřívá nad tavnou teplotu rozpouštědla. Tato směs se protlačuje tryskou, rozpouštědlo se vypařuje a vzniklá tenká vlákenka (cca 0,1 dtex, délka 120 mm) se ve formě provazce kladou oscilujícím zařízením na dopravní pás. Zde se z neurovnaných vláken tvoří plošná textilie, která se pak zpevňuje lisováním v horkém prostředí. 

### Vlastnosti
Hmotnost rouna 60–75 g/m2, pevnost (diagonálně) cca 140–180 N/2,54 cm (po 7 letech klesá na 50–70 %). Textilie je odolná proti vodě, olovu, azbestovému prachu a proti přetržení i oděru.

### Druhy
Tyvek 10 je „tvrdý“, s vlákny slisovanými po celé ploše. Rouno je tuhé, podobné papíru, má hladký povrch, který se dá oboustranně potiskovat.
Tyvek 14 a Tyvek 16 je „měkký“, s bodovými spoji vlákenné plochy. Rouno má charakter plošné textilie s reliéfními vzory, omezenou roztažnost, dá se zpracovávat šitím.
Typ 14 se používá tam, kde je požadována trvanlivost, prodyšnost se současnou neprostupností pro bakterie.
Typ 16 je perforovaný s dírkami 0,13–0,51 mm, propouští více vzduchu a vlhkosti, je pružnější a má nižší pevnost než typ 14. Používá se na pracovní oděvy, obaly apod.